# Хикушка (озеро)
Хикушка (бур. Хии нуур) — озеро в центральной части Восточного Саяна в Окинском районе Бурятии.
Располагается в верховье пади Хи-Гол. Отметка уреза воды над уровнем моря — 1956 метров.
Имеет грушевидную, близкую треугольной форму, слегка вытянуто с юго-запада на северо-восток. Площадь озера составляет примерно 0,3 км², максимальная глубина — 22 метра.
Озеро имеет каровое происхождение и занимает нижнюю высотную позицию в каскаде озёр каровой лестницы. От долины Хи-Гол водоём отделён узким ригелем, внешняя стенка которого соприкасается с фронтом лавового потока. Ригель возвышается над потоком застывшей лавы и над зеркалом озера всего на несколько метров. Склоны котловины Хикушки крутые, изрезаны кулуарами, их основания покрыты курумами, коллювиальными шлейфами, спускающимися в воду языками.
Ложе озера образовано грубообломочными породами, покрытыми глинистыми отложениями. На наибольшей глубине зафиксированы озёрные илы. В отложениях озера высока доля тонко отсортированных слабо окатанных терригенных пород. Возраст водоёма оценивается примерно в 9,3 тысяч лет.